# Los Feixancs (Toralla)
Los Feixancs és un indret del terme municipal de Conca de Dalt, a l'antic terme de Toralla i Serradell, en territori del poble de Toralla.
Estan situats a prop i a ponent de Toralla, al sud-oest del Serrat de l'Arnal, a migdia del Turó de la Mola Mora, al nord de la Font de la Canaleta.